# Georgii Chicherin
Georgii Vasilevich Chicherin (em russo:  Георгий Васильевич Чичерин), nascido em Karaul a 12 de novembro,jul./ 24 de novembro de 1872greg. – em Moscovo a 7 de julho de 1936, foi um político e revolucionário russo e soviético ministro dos Negócios Estrangeiros de 1918 a 1930.

## Vida
De ascendência nobre, esplêndido representante da intelligentsia russa do século XIX, trabalhou na sua juventude nos arquivos do ministro russo dos Negócios Estrangeiros. Contrário do regime czarista, cooperado, primeiro com o socialrevolucionarios antes de pegar o partido social-democrata já no exílio. Bolchevique no início das disputas internas do partido (POSDR), em 1905, após o fracasso da revolução, passou a militar com os mencheviques. Entre 1907 e 1914, como secretário do Escritório Central no Estrangeiro do POSDR, provou ser um crítico acerbo de Lenin e seus seguidores. Ativa nos movimentos socialistas da Europa ocidental, eventualmente, desiludido com a prudência e a moderação destes e dos mencheviques.
Ele estava na França quando eclodiu a Primeira Guerra Mundial e, depois de passar pela Bélgica, onde ele residia, ele fugiu quase que imediatamente para a Grã-Bretanha para escapar do avanço alemão. Depois de um passageiro de apoio contraditórias para a guerra, adotou uma posição claramente internacionalista, ao contrário do conflito. Isto levou-o a aproximar-se novamente para os bolcheviques, que realizou uma atitude semelhante. Ele passou a guerra, até 1917, na Grã-Bretanha, onde ele procurou propagar o proletário trata-se tanto entre os russos emigração no país como entre os socialistas britânicos. Preso pelo Governo de Londres para suas atividades contra a guerra, o novo Governo bolchevique tinha surgido da Revolução de outubro conseguiu a sua libertação no final de 1917.
Ele voltou para a Rússia e foi nomeado para o ministério dos Negócios Estrangeiros. o Autor da expansão da delegacia de polícia do Povo dos Negócios Estrangeiros da união soviética durante a década de 1920, o instrumento de defesa do sistema soviético, durante estes anos, laborou-se uma excelente reputação como um diplomata entre seus colegas europeus. Combinado com habilidade os interesses tradicionais da Rússia como grande potência com a defesa do socialismo e do sistema soviético; sem abandonar o objetivo da extensão do socialismo, propugnou um sistema de relações de paz com as potências ocidentais no momento em que foi para impedir uma aliança entre estas, contra a Rússia. tem contribuído notavelmente para o fortalecimento do Governo soviético, durante o seu longo período na frente da delegacia, a partir de 1918 a 1930. apesar de não pertencer ao politburo do PCUS, e não decidir a política externa da URSS, o seu estilo marcado isso ao longo de toda a década em que ele dirigiu o ministério. Desde o início de seu longo período à frente do ministério, estabeleceu uma estreita relação de colaboração com Lenin, que lhe permitiu enfrentar a hostilidade de alguns membros do partido.
Entre 1921 e 1924, ele conseguiu que todas as grandes potências –com a exceção dos Estados Unidos– para reconhecer oficialmente para o Governo soviético. Considerado Alemanha a chave para a política externa da união soviética e atingiu o auge de sua carreira diplomática, ao assinar com este, em 1922, o Tratado de Rapallo, que pôs fim ao isolamento da União Soviética entre os poderes e garantiram a neutralidade alemã em caso de conflito com eles. Para Chicherin, a separação da Alemanha do resto de poderes, favoreceu a segurança da união soviética. Denodado adversário do imperialismo britânico para o que ele considera o principal inimigo do Governo soviético, tentou minar o seu poder, incentivando movimentos nacionalistas e anticoloniais na Ásia, especialmente após o fracasso da revolução na Europa a partir de 1923. Suspicaz sobre as intenções dos vencedores da Primeira Guerra Mundial com relação à URSS, ele preferiu se apoiar na Alemanha e se recusou a Sociedade das Nações, que se opunham a uma política de tratados bilaterais e de neutralidade e de não-agressão.
Ele gostava de uma maior autonomia entre a morte de Lenin, em 1924, e o triunfo de Stalin nas disputas internas do Partido Comunista no final da década de 1920. a Seção da direção efetiva da política externa do país, desde 1928 tanto pela doença como pelos seus desentendimentos com Stalin. Doente e se retirou completamente da política, morreu em Moscou em 1936.